# Ole Gunnar Fidjestøl
Ole Gunnar Fidjestøl, född 21 mars 1960 i Kristiansand i Vest-Agder fylke, är en norsk tidigare backhoppare och nuvarande idrottsledare. Han representerade Åmot Idrettsforening och Vikersund Idrettsforening.

## Karriär
Ole Gunnar Fidjestøl debuterade i världscupen i Holmenkollrennet 13 mars 1983. Där blev han nummer fyra, endast 0,3 poäng från en plats på prispallen. Han kom på prispallen i världscupen första gången i öppningstävlingen i tysk-österrikiska backhopparveckan i Oberstdorf i Västtyskland då han blev nummer tre efter östtyska backhopparna Klaus Ostwald och Jens Weissflog. Första segern i en deltävling i världscupen kom 25 februari 1985 i Harrachov i dåvarande Tjeckoslovakien. Fidjestøl har fyra segrar i deltävlingar i världscupen. Säsongen 1988/1989 blev han nummer fyra sammanlagt i världscupen, vilket är hans bästa resultat.
Hans första Skid-VM var världsmästerskapen 1984, som bestod av lagtävlingar med backhoppning i Engelberg, Schweiz och nordisk kombination i  Rovaniemi, Finland,  eftersom grenarna inte fanns med vid olympiska vinterspelen 1984 i Sarajevo i det dåvarande Jugoslavien. Han blev nummer 6 tillsammans med det norska laget. Veckan efter startade Fidjestøl i normalbacken i OS i Sarajevo. Där blev han nummer 31.
Under Skid-VM 1987 i Oberstdorf, vann Ole Gunnar Fidjestøl en silvermedalj med det norska laget i laghoppningen. Finland vann tävlingen 36,1 poäng före norrmännen. I normalbacken blev Fidjestøl nummer 24 och i normalbacken nummer 17. Fidjestøl vann även en silvermedalj i lagtävlingen under skid-VM 1989 i Lahtis i Finland. Finländarna var för starka och vann tävlingen 19,0 poäng före Norge.
Fidjestøl startade i sitt andra OS i Calgary i Kanada 1988. Där vann han en bronsmedalj i lagtävlingen, efter Finland och Slovenien. Fidjestøl deltog också i tävlingen i normalbacken och slutade som nummer 22.
Ole Gunnar Fidjestøl deltog i tre VM i skidflygning. I sitt första VM, i Heini Klopfer-backen i Oberstdorf, blev han världsmästare då han vann guldmedaljen 3,0 poäng före Primož Ulaga från dåvarande Jugoslavien och 8,5 poäng före Matti Nykänen från Finland. I skidflygnings-VM 1990 på hemmeplan i Vikersund blev Fidjestøl nummer fem, 17,7 poäng efter segrande Dieter Thoma från Västtyskland och 9,3 poäng från medalj. I VM i skidflygning 1992, i Čerťák i Harrachov, blev Fidjestøl nummer 12.
Fidjestøl har fyra guldmedaljer och två bronsmedaljer från norska mästerskap. Fidjestøl avslutade backhopparkarriären 1992. Han blev dock utvald att hoppa med OS-facklan under öppningsceremonin i OS 1994 i Lillehammer, men han skadade sig svårt under testhoppningen och fick överlämna uppdraget till backhopparen Stein Gruben.

## Senare karriär
Ole Gunnar Fidjestøl är numera tävlingsledare i Vikersundbacken.